# نخلة المطيعي
نخلة جورجي المطيعي باشا (23 أبريل 1866 - 1951) سياسي مصري، شغل عدة مناصب وزارية منها منصب وزير خارجية مصر في النصف الأول من عام 1933 ضمن حكومة إسماعيل صدقي.

## حياته ونشأته
بدأت سيرة نخلة المهنية كموظف رسمي بالحكومة عام 1883، وعُين ليعمل بالنيابة العامة في 1891، ثم عمل وزارة العدل من 1904 إلى 1923.

## مناصب ومهام
كانت بداية عهد المطيعي بالمؤوليات الوزارية في عهد حكومة أحمد زيور باشا الأولى (24 نوفمبر 1924 -13 مارس 1925)، حيث عُين وزيراً للمواصلات.
وخلال فترة هذه الحكومة، تقلد نخلة وزارة الأشغال بشكل مؤقت في 1 و2 ديسمبر 1924، وذلك بسبب استقالة عثمان محرم بعد نحو أسبوع من تشكيل الحكومة.
ومع حكومة أحمد زيور باشا الثانية اسندت إلى نخلة وزارة الزراعة بين 12 سبتمبر 1925 و7 يونيو 1926.
ومرة ثانية تولى وزارة الأشغال العمومية بشكل مؤقت في 13 سبتمبر 1925 و16 ديسمبر 1925، نيابة عن إسماعيل سري باشا.
وبعد إسهاماته المهمة في وزارة الزراعة، أبقى محمد محمود باشا على نخلة المطيعي كوزيراً للزراعة في وزارته الأولى التي امتد بين 25 يونيو 1928 و2 أكتوبر 1929، وكان خلالها ممثلاً لحزب الاتحاد مع علي ماهر باشا.
أما آخر المناصب الوزارية التي تقلدها نخلة المطيعي كانت منصب وزير الخارجية في وزارة إسماعيل صدقي الثانية من 4 يناير 1933 حتى 27 سبتمبر 1933،

### نخلة المطيعي وحزب الاتحاد
تأسس هذا الحزب في يناير عام 1925، بدعم من الملك فؤاد الأول، بهدف إيجاد نوع من التوازن بين الحزبين الكبيرين حينها وهما حزب الوفد وحزب الأحرار الدستوريين. واعتمد الحزب في تشكيله على من كان بوزارتي أحمد زيور باشا الأولى والثانية، والتي كان من ضمن وزرائها نخلة المطيعي. وبذلك أصبح المطيعي أحد أقطاب هذا الحزب.
وبعد حل حكومة اسماعيل صدقي، وخروج نخلة المطيعي من الحكومة، لم يعد يتول أية مناصب وزارية أخرى، ولم يكن له أي نشاط السياسي يُذكر من خلال حزب الاتحاد حتى وفاته.